# Јеанчејац (Долина Аосте)
Јеанчејац је насеље у Италији у округу Долина Аосте, региону Долина Аосте.
Према процени из 2011. у насељу је живело 53 становника. Насеље се налази на надморској висини од 1106 м.